# Dżawdzandamba
Dżawdzandamba, Dżebdzun Damba, Dżebcun-damba (mong. Жавзандамба, tyb.: རྗེ་བཙུན་དམ་པ་, Wylie: rje btsun dam pa, ZWPY: Jetsun Dampa) – najwyższa rangą linia duchowych zwierzchników tulku buddyzmu tybetańskiego Mongolii. Przynależą oni do tradycji gelug. Dżawdzandambowie mianowani są tytułem chutuchty (protektora buddyzmu tybetańskiego; mong. хутагт, chutagt) z ramienia dalajlamów. Tulkowie ci są trzecimi w hierarchii gelug lamami buddyjskimi zaraz po dalajlamach i panczenlamach. W roku 1740 władcy dynastii Qing ustalili, że odnajdywanie następnych dżawdzandambów może następować jedynie w granicach Tybetu.

## Lista dżawdzandambów
|     | Stanowisko         | Czas życia | Język mongolski                                                                                             | Transliteracja Wyliego                                                               |
| --- | ------------------ | ---------- | --- | ------------------------------------------------------------------------------------ |
| 1.  | Dżawdzandamba I    | 1635–1723  | Өндөр гэгээн Занабазар Öndör gegeen Dzanabadzar                                                             | blo-bzang-bstan-pa'i-rgyal-mtshan                                                    |
| 2.  | Dżawdzandamba II   | 1724–1757  | Лувсандамбийдонми Luwsandambijdonmi                                                                         | blo-bzang-bstan-pa'i-srgon-me                                                        |
| 3.  | Dżawdzandamba III  | 1758–1773  | Ишдамбийням Iszdambijnjam                                                                                   | ye-shes-bstan-pa'i-nyi-ma                                                            |
| 4.  | Dżawdzandamba IV   | 1775–1813  | Лувсантүвдэнванчиг Luwsantüwdenwanczig                                                                      | blo-bzang-thub-bstan-dbang-phyug                                                     |
| 5.  | Dżawdzandamba V    | 1815–1841  | Лувсанчүлтэмжигмэд Luwsanczültemdżigmed                                                                     | blo-bzang-tshul-khrim-'jigs-med                                                      |
| 6.  | Dżawdzandamba VI   | 1843–1848  | Лувсантүвдэнчойжижалцан Luwsantüwdenczojdżidżalczan                                                         | blo-bzang-dpal-ldan-bstan-pa                                                         |
| 7.  | Dżawdzandamba VII  | 1850–1868  | Агваанчойжиьанчигпэрэнлэйжамц Agwaanczojdżianczigperenlejdżamc                                              | ngag-dbang-chos-kyi-dbang-phyug-'phrin-las-rgya-mtsho                                |
| 8.  | Dżawdzandamba VIII | 1870–1924  | Агваанлувсанчойжинданзанваанчигбалсамбуу, Богд хаан Agwaanluwsanczojdżindzanzanwaanczigbalsambuu, Bogd Chan | ngag-dbang-blo-bzang-chos-rje-nyi-ma-bstan-'dzin-dbang-phyug rJe-btsun-dam-pa bla-ma |
| 9.  | Dżawdzandamba IX   | 1932–2012  | Жамбалнамдолчойжижалцан Dżambalnamdolczojdżidżalcan                                                         | 'jam dpal nam drol chos kyi rgyal mtshan                                             |
| 10. | Dżawdzandamba X    | 2015–      | Алтаннарын А. Altannaryn A.                                                                                 |                                                                                      |